# Jean Crinon
 (mars 2023).
Jean Crinon, né le 6 janvier 1927 à Walincourt-Selvigny et mort le 28 octobre 1994 à Bruay-la-Buissière, est un journaliste sportif sur la Radiodiffusion-télévision française puis sur FR3 Nord-Pas-de-Calais. Il a suivi et commenté avec passion les matches de football, en particulier ceux du LOSC, ce qui fait que son nom et sa ferveur restent dans les mémoires de nombreux supporters du club.

## Biographie
Né à  Walincourt  le 6 janvier 1927, Jean Crinon fait ses études à Caudry, puis à Bohain et Saint-Quentin. Il tâte un peu de tous les sports, dont bien entendu le football qu'il pratique dans différents clubs : Walincourt, Chauny, Maubeuge, Saint-Quentin, alors en C.F.A. Il pratique des sports dits « populaires » comme le cyclisme au Vélo-Club Saint Quentinois et aussi la boxe, ce qui lui donne l'occasion de croiser les gants, en camarade, avec Robert Duquesne de Walincourt, fils du maréchal-ferrant et futur champion de France.
Son père, commerçant en textile à Walincourt dit à son fils, aîné de cinq enfants: « Tu n'arriveras à rien avec la radio ! ». Ce père, lui-même sportif convaincu, avait dû arrêter à 18 ans pour raison de blessures. Par la suite, il devient dirigeant du Club de football de Walincourt pendant cinquante ans.
En 1945, Jean Crinon devient maître d'éducation physique à Chauny, puis à Bohain et pratique surtout les sports collectifs. Mais il bénéficie, en plus de ses qualités sportives, d'un don qui lui permet d'imiter les reporters sportifs de l’époque, qui jouissent d'une grande popularité comme Georges Briquet ou Luc Varenne. Le samedi 22 septembre 1945, il se présente aux portes de Radio Lille qui recrute des reporters sportifs régionaux. Il lit l'affiche à 11 heures et l'envie lui vient soudain de faire demi-tour en pensant aux personnages impressionnants qu'il va côtoyer. Alors qu'ils sortent tous des studios à midi, il s'aperçoit que ce sont des gens « comme tout le monde ». Il est « repêché hors délai » pour l’inscription, et passe le concours à 14 heures avec succès.
Tout d'abord pigiste, il continue d'enseigner à Saint-Quentin et passe cinquante et un week-ends à Lille en tant que reporter. À la demande de Georges Briquet, il participe à l’émission nationale Sports et musique. À Lille, la télévision fait ses débuts en 1950 ; progressivement le magazine hebdomadaire d'information devient quotidien et une heure est accordée aux résultats sportifs chaque lundi. À partir de 1960, c'est l'essor de la télévision qui gagne peu à peu tous les foyers, avec des conséquences capitales sur l’intérêt porté au sport.
En 1970, Jean Crinon « fait le saut ». Il abandonne l'enseignement et devient titulaire à l'ORTF de Lille, responsable des sports dans un studio qui restera inchangé de 1950 à 1980, en compagnie d'André Wartel, champion nordiste de course à pied. À ce titre, il a pour mission d'établir le calendrier des émissions sportives en début de semaine en fonction des multiples informations qui aboutissent à son bureau. La « semaine » s'étend surtout du jeudi matin au lundi soir, avec des horaires de travail très élastiques. L'équipe des cadreurs, aidée de dix pigistes locaux, enregistre les images qui seront commentées par les journalistes et projetées, soit le soir même, soit le lundi soir.
Il a été le maire de Wannehain pendant sept ans. 
Il meurt à son domicile à Bruay-la-Buissière le 28 octobre 1994, où il vivait avec sa femme et ses deux plus jeunes filles. 